# Псевдогусінь

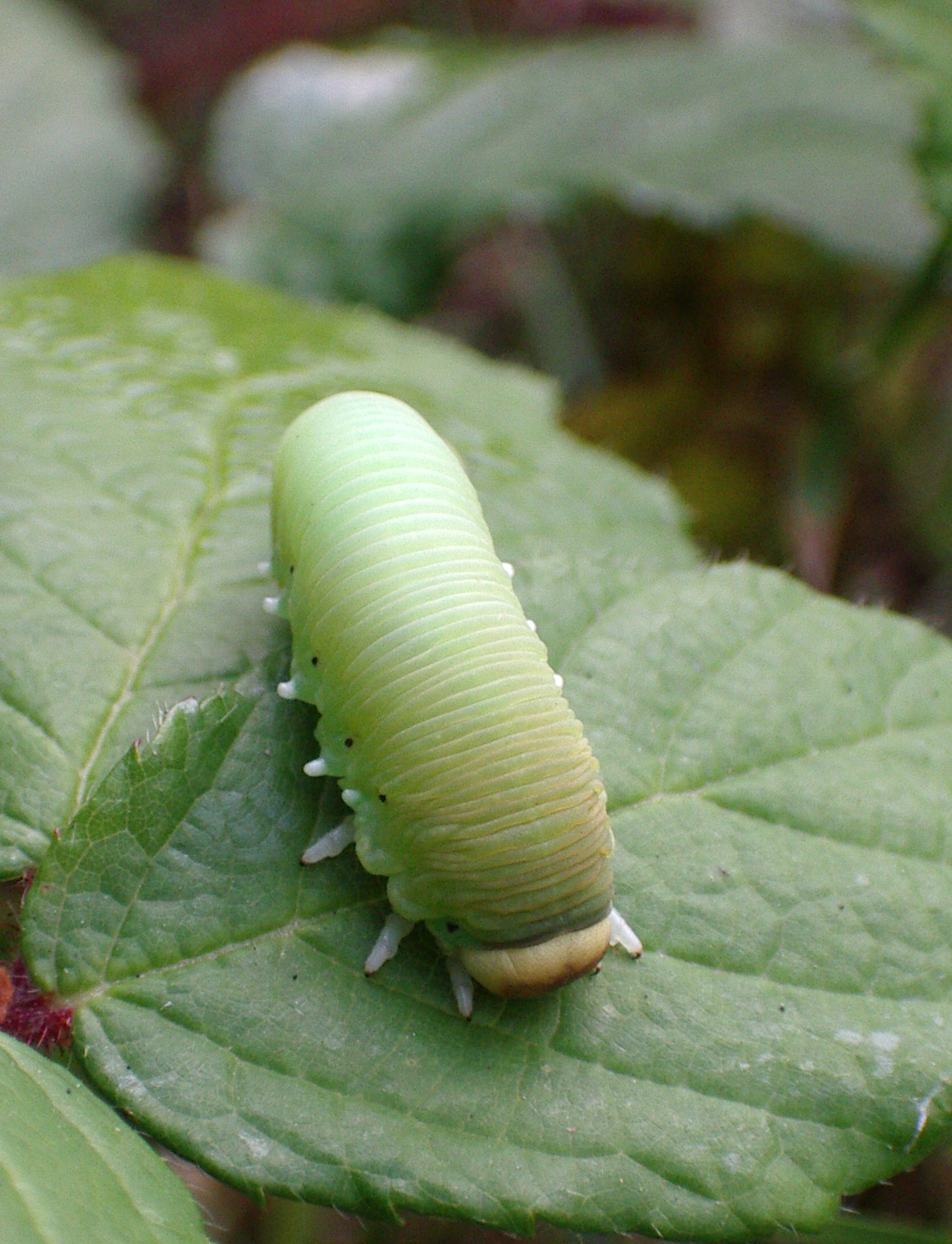
Псевдогусінь

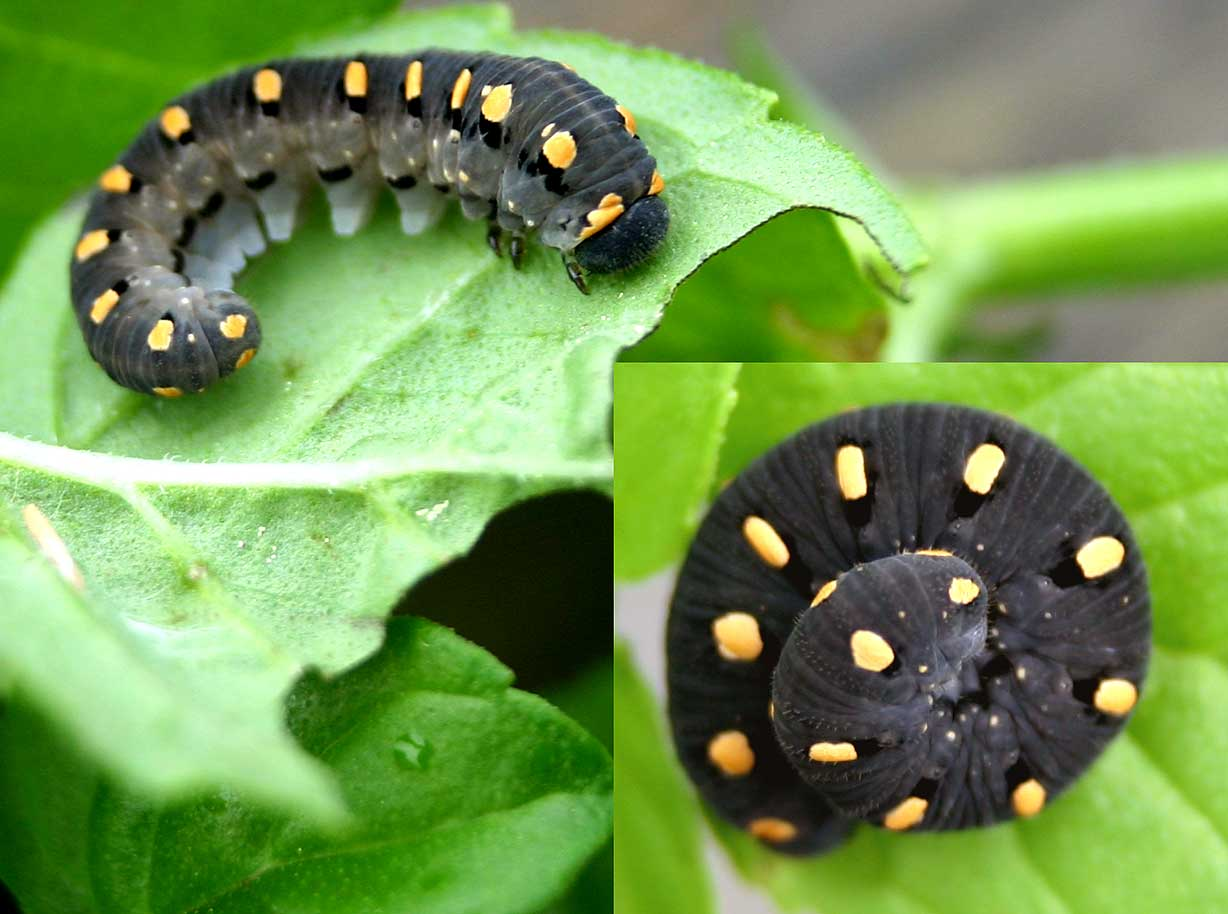
Псевдогусінь пильщика '

Псевдогусениця, зрідка псевдогусінь — личинка комах родини справжніх пильщиків (Tenthredinidae). Часто псевдогусінню називають личинок усіх родин надродини пильщика (Tenthredinoidea) — групи родин із ряду перетинчастокрилих.
Назва «псевдогусінь» пов'язана зі значною зовнішньою схожістю цих личинок зі справжніми гусеницями метеликів. Основною відмітною ознакою псевдогусіні є більше у порівнянні з гусеницями число черевних (хибних) ніжок (6-8 пар, тоді як справжні гусениці мають 5 або менше), які розвинуті на II—X, а не III—VI та X сегментах тіла, і відсутність характерних гаків на їх підошвах. Голова псевдогусіні добре розвинена. Забарвлення голови і розташування на ній плям істотно відрізняються у різних видів; на ній завжди є 2 вічка, по одному з кожної сторони, а також короткі вусики. Забарвлення тіла відрізняється значною різноманітністю; забарвлення останніх, а часто й перших, сегментів тіла при цьому іноді різко відрізняються від інших. Поверхня сегментів часто може мати волоски, плоскі або конусоподібні бородавки, прості або розгалужені шипики, розташовані, як правило, поперечними рядами. Псевдогусінь деяких видів має на кінці тіла 2 добре помітних коротких виступи. У деяких видів тіло вкрите слизом. Грудні ноги — 4-членикові.
Псевдогусінь, як правило, харчується на різних видах рослин. Окремі види можуть бути дуже специфічні у виборі кормових рослин. Личинки можуть скручувати або мінувати листя, а також утворювати гали. Три родини є ксилофагами (деревні оси), одна родина — паразитична.
Псевдогусені деяких видів пильщиків є серйозними шкідниками сільськогосподарських культур, які завдають значних економічних збитків сільському господарству (перш за все це стосується видів, псевдогусені яких є шкідниками плодових дерев). Деякі види є серйозними шкідниками лісів.